# Нова Луна
Нова Луна (др.гр. νέα μήνη – Неомения, или нова Луна) е първото появяване на сърпа на Луната след новолуние. Появява се на небосклона като много тесен сърп, с изпъкналата си част надясно. В зависимост от географската ширина на наблюдателя и мястото на Луната по орбитата си около Земята, интервалът между новолунието и Новата Луна може да се променя, но не надвишава 3 часа.
Тъй като Новата Луна (неоменията) е служила за начало на лунния месец в древното летоброене (по лунния календар), тя е била от важно значение както за лунния, така и за лунно-слънчевия календар.
Периодичността на Лунния месец и на Слънчевата година навеждат през 433 г. пр.н.е.  древногръцкия учен и астроном от Древна Атина - Метон към идеята за взаимната им цикличност, т.е. че 235 синодични лунни месеца се равняват (приблизително) на 19 тропически години, или на 6939 дни, 14 ч. 15 мин. (вж Метоничен цикъл). Тази цикличност е била използвана за 
предсказване на предстоящите лунни и слънчеви затъмнения в древността.